# Asia Carrera
Asia Carrera, född Jessica Andrea Steinhauser den 6 augusti 1973 i New York, är en amerikansk före detta porrskådespelerska. Hennes karriär i branschen varade mellan 1993 och 2007.

## Biografi
Carrera växte upp med sin tyska mamma och japanska pappa. Vid 17 års ålder rymde hon hemifrån och sattes i fosterhem. Efter en kort tid på universitet började hon strippa och blev sedermera fotomodell. 

### Pornografisk karriär
1993 inledde hon sin karriär inom porrfilmsbranschen. Hon var den första riktiga porrstjärnan i den amerikanska porrbranschen med ett asiatiskt utseende och banade därmed väg för fler "icke-vita" aktriser inom branschen. 
År 1995 gifte hon sig med porrfilms-regissören Bud Lee, som också stod bakom många av hennes filmer. 2003 skilde de sig efter en längre tids separation. I december 2003 gifte hon om sig med Donald "Don" Lemmon Jr. De flyttade till St. George i Utah och fick i mars 2005 en dotter. Parets andra barn, en pojke, föddes 31 juli 2006. Lemmon hade vid det laget dock omkommit i en bilolycka 10 juni 2006. 
Carrera avslutade sin porrfilmskarriär 2007, efter att ha deltagit i 496 (alternativt 389) produktioner. Dessa var för bolag som Adam & Eve, Jill Kelly, Sin City, VCA, Vivid och Wicked.

### Senare år
Carrera är medlem i Mensa och har ett speciellt intresse för kvantfysik. Hon har även ett intresse i datorspel – särskilt Unreal Tournament där hon har formgivit egna figurmodeller. Anno 2010 intervjuades hon för dokumentärfilmsprojektet After Porn Ends (slutligen utgiven 2012); hon bodde då i Utah (en delstat där pornografi är/var förbjuden) tillsammans med sina två barn.
2017 inledde hon studier vid Dixie State University, parallellt med att hennes elvaåriga dotter inledde collegestudier. Därefter började Carrera 2021 studier i juridik vid St. Mary’s University i San Antonio; 2024 tog hon examen vid lärosätet.
Carrera är en uttalad ateist och har varit medlem av den satiriska trosgemenskapen Church of the Flying Spaghetti Monster. 2014 blev hon den fjärde personen i USA att bära ett durkslag på huvudet på sitt körkortsfoto.